# Urothoe platydactyla
Urothoe platydactyla is een vlokreeftensoort uit de familie van de Urothoidae. De wetenschappelijke naam van de soort is voor het eerst geldig gepubliceerd in 1971 door Rabindranath.